# Myeik District
Myeik District är ett distrikt i Myanmar.   Det ligger i regionen Taninthayiregionen, i den södra delen av landet, 900 km söder om huvudstaden Naypyidaw.